# Víktor Medvedchuk
Víktor Volodýmyrovych Medvedchuk (en ucraniano: Ві́ктор Володи́мирович Медведчу́к; nacido el 7 de agosto de 1954 en Póchet, krai de Krasnoyarsk, RSFS de Rusia) es un político y empresario ucraniano, presidente del Consejo Político y Estratégico del partido político «Plataforma de Oposición - Por la Vida», el segundo partido más votado en Ucrania.
Entre 1998 y 2001, fue el primer vicepresidente de la Rada Suprema, el parlamento de su país. Entre 2002 y 2004, dirigió la administración de la presidencia de Leonid Kuchma.
Medvedchuk respaldó al primer ministro Víktor Yanukóvich como candidato pro-Kuchma en las elecciones presidenciales de Ucrania de 2004, en lo que se llamó la batalla de los tres Víktores. El ministro de Interior, Yuri Lutsenko, declaró en 2005 que Víktor Medvedchuk fue el responsable del fraude electoral a favor de Víktor Yanukóvich de las elecciones. El fraude fue el desencadenante de la Revolución Naranja.
Fue presidente del Partido Socialdemócrata Unificado de Ucrania. En 2012, fundó el movimiento prorruso denominado La opción ucraniana («Украинский выбор»). En junio de 2014, el presidente de Rusia, Vladímir Putin, padrino del bautizo de la hija de Medvedchuk Darya, celebró la participación del líder del movimiento en las negociaciones trilaterales de la OSCE y los representantes de Ucrania con los separatistas de Donetsk y Lugansk.
El 19 de febrero de 2021, el Consejo de Seguridad Nacional y Defensa de Ucrania incluyó a Medvedchuk y a su mujer Oksana Márchenko en la lista ucraniana de personas sujetas a sanciones por presunta financiación del terrorismo. El 11 de mayo de 2021, la fiscal general de Ucrania acusó a Medvedchuk de traición e intento de saqueo de recursos nacionales en Crimea, territorio que había sido anexado por Rusia en 2014 pero seguía siendo internacionalmente reconocido como parte de Ucrania. El arresto domiciliario de Medvedchuk empezó el 11 de mayo de 2021. El 26 de febrero de 2022, dos días después de la invasión rusa de Ucrania, Medvedchuk escapó del arresto domiciliario y quedó en paradero desconocido. El 8 de marzo de 2022, fue destituido de la copresidencia de la Plataforma de Oposición - Por la Vida, quedando Yuriy Boyko como único presidente del partido. El 12 de abril de 2022, fue detenido por el servicio secreto ucraniano cuando trataba de huir del país. El 21 de septiembre de 2022 fue llevado a Rusia junto con 55 combatientes rusos a cambio de unos 200 prisioneros del batallón Azov que fueron capturados anteriormente durante el sitio de Azovstal.